# Rullbotjärnen, Jämtland
Rullbotjärnen är en sjö i Bergs kommun i Jämtland och ingår i Ljungans huvudavrinningsområde. Sjön har en area på 0,0802 kvadratkilometer och ligger 591,8 meter över havet.

## Delavrinningsområde
Rullbotjärnen ingår i det delavrinningsområde (696209-138073) som SMHI kallar för Mynnar i Ringbrynnsbäcken. Medelhöjden är 695 meter över havet och ytan är 8,14 kvadratkilometer. Räknas de 3 avrinningsområdena uppströms in blir den ackumulerade arean 21,03 kvadratkilometer. Ringbrynnsbäcken som avvattnar avrinningsområdet har biflödesordning 3, vilket innebär att vattnet flödar genom totalt 3 vattendrag innan det når havet efter 300 kilometer. Avrinningsområdet består mestadels av skog (99 procent). Avrinningsområdet har 0,08 kvadratkilometer vattenytor vilket ger det en sjöprocent på 1 procent.